# Newton (futbolista)
Newton (en árabe: نيوتن‎; Río de Janeiro, Brasil; 24 de julio de 1976) es un exfutbolista de Líbano nacido en Brasil que jugaba en la posición de delantero.

## Carrera

### Club
| Periodo   | Club               |
| --------- | ------------------ |
| 2000      | Portuguesa Carioca |
| 2000–2001 | Al Ansar Beirut    |
| 2001–2002 | Portuguesa Carioca |
| 2002–2003 | Al-Wehda Club      |
| 2003      | CFZ do Rio         |
| 2004–2006 | Akhaa Ahli Aley FC |
| 2006      | Portuguesa Carioca |
| 2006–2007 | Penang FA          |
| 2007      | Portuguesa Carioca |

### Selección nacional
Jugó para Líbano en cinco ocasiones de 2000 a 2001 y participó en la Copa Asiática 2000.